# LM Ericssons fabrik, Telefonplan

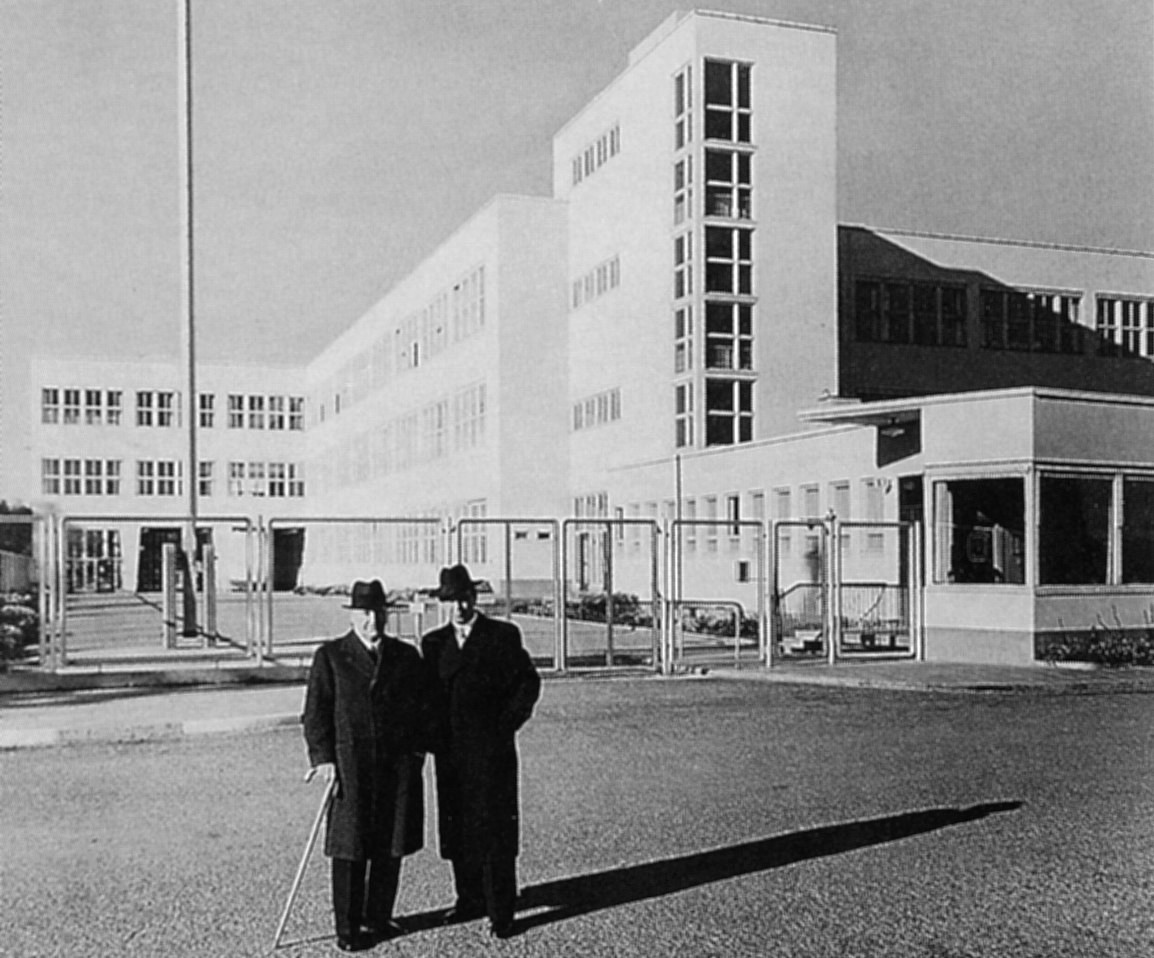
LM Ericssons byggnad vid Telefonplan, arkitekt Ture Wennerholm (t.h.) och Hans Theobald Holm, VD för Ericsson, 1940-tal.

LM Ericssons fabrik vid Telefonplan i Midsommarkransen, södra Stockholm, var LM Ericssons produktionslokaler och huvudkontor. Komplexet uppfördes åren 1938 till 1940 efter ritningar av arkitekt Ture Wennerholm och har kontinuerligt byggts till och om. Enligt arkitekturhistorikern Fredric Bedoire utgör anläggningen "kanske det vackraste av funktionalismens industrikomplex i Stockholm". Anläggningen är både k-märkt samt blå-märkt enligt Stockholms stadsmuseums klassificering vilket motsvarar kraven för byggnadsminne. 
I början av 2000-talet lämnade Ericsson fabriksbyggnaden vid Telefonplan och anläggningen anpassades för bland annat Konstfack och Försäkringskassan som flyttade in 2004 respektive 2014. Anläggningen ägs och förvaltas av Vasakronan.

## Bakgrund

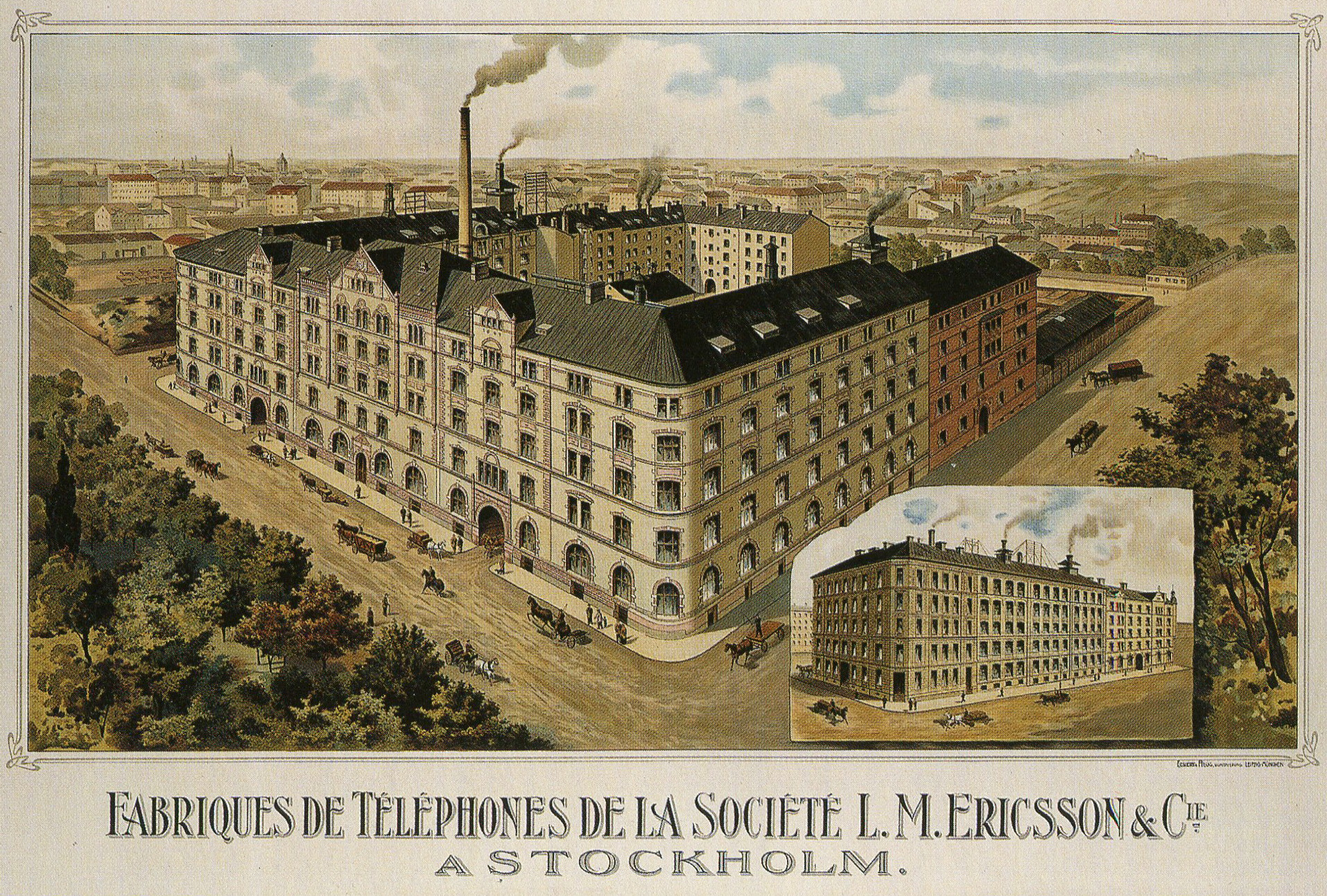
Fabriken vid Tulegatan, 1896.

LM Ericssons fabrik, Tulegatan var telefonföretaget LM Ericssons första stora fabrik i Stockholm. Anläggningen som innehöll kontor och verkstäder började byggas år 1896 för LM Erikssons behov i kvarteret Taktäckaren vid Tulegatan med Johan Laurentz som arkitekt. Komplexet utökades i flera omgångar fram till 1914. 
Till 1939 hade Ericsson här sin huvudsakliga tillverkning för att därefter flytta verksamheten till LM Ericsson-byggnaden vid Telefonplan i Midsommarkransen. Här fanns ett stort, oexploaterat markområde, som företaget förvärvade 1930. LM Ericsson träffade ett avtal med Stockholms stad som skulle anlägga nödvändig infrastruktur, medan LME åtog sig att bygga fabriken. Flytten till Midsommarkransen fördröjdes några år på grund av den Stora depressionen på 1930-talet och genomfördes slutligen under 1940.

## Byggnader

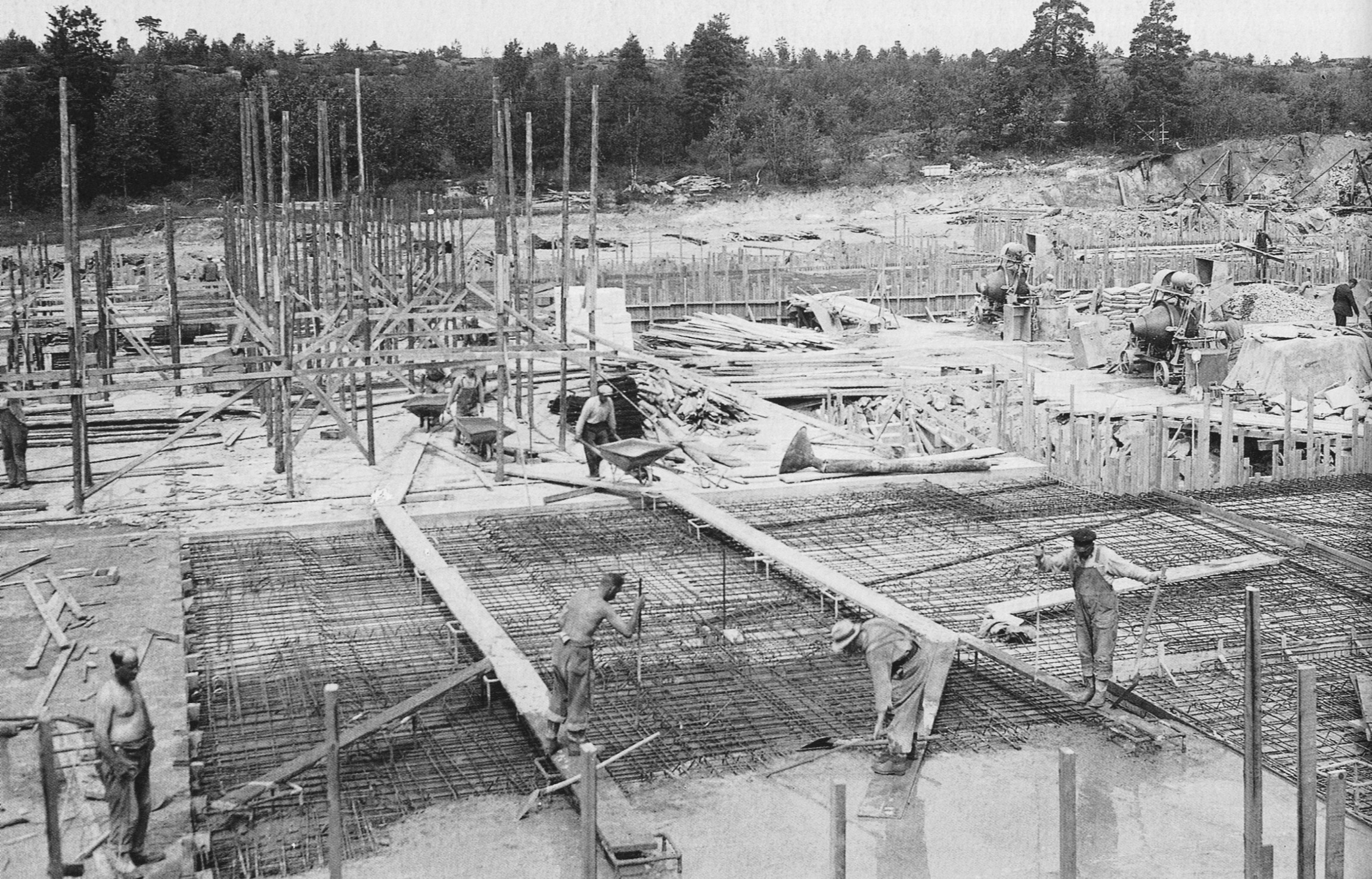
Byggplatsen i Midsommarkransen, 1938.

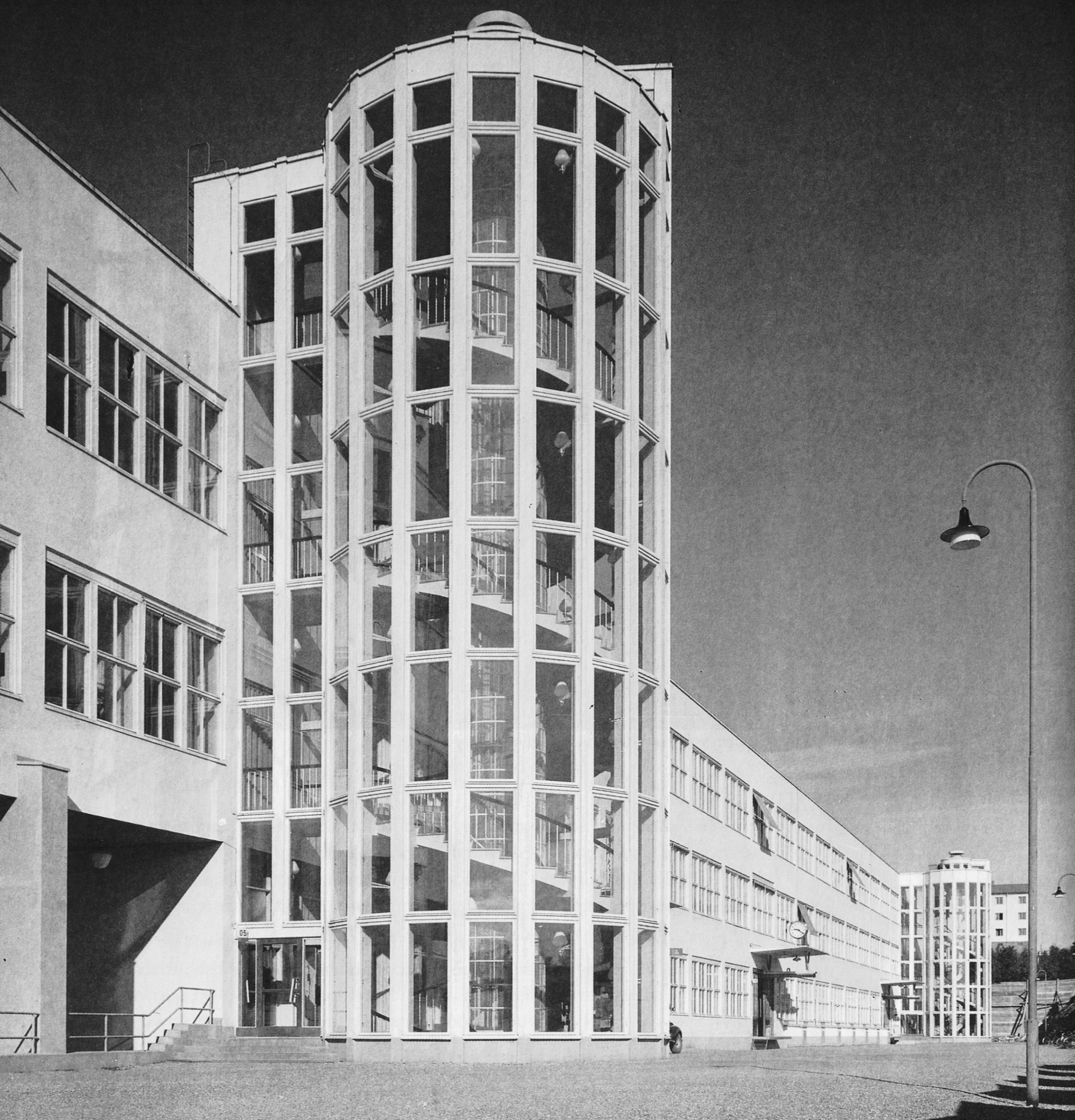
Huvudtrappan, 1940-tal.

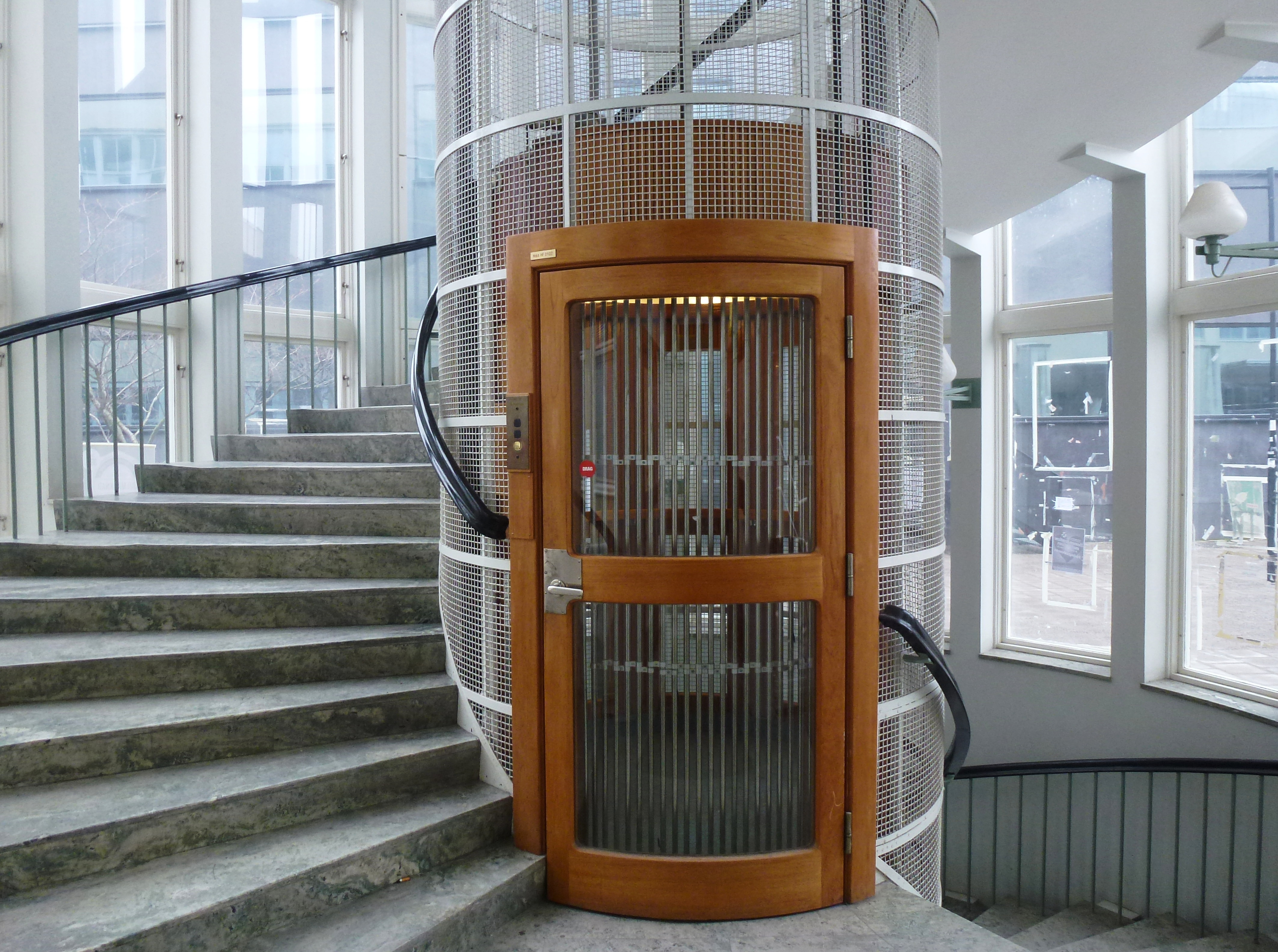
Huvudtrappan med hiss, 2014.

I området fanns två större vägar, Tellusborgsvägen och Vattenledningsvägen som båda anlades i samband med bygget av Huvudvattenledning Norsborg-Stockholm 1902-1904. På den mark där LM Ericssons nya anläggning skulle byggas fanns 1937 jordbruksmark tillhörande Hökmossens gård. Stadsplanerna för LM-staden och intilliggande smalhusområdet är signerade av stadsplanedirektören Albert Lilienberg.
Huvudfabriken ritades av arkitekt Ture Wennerholm och bygget och planeringen föregicks av studiebesök gällande moderna fabriksbyggnader i Frankrike, Holland och England. Entreprenadkontraktet tecknades i början av 1938 med Skånska Cementgjuteriet och i mars 1938 började byggarbetena. Den 18 november 1938 hölls taklagsfest med 500 gäster i Blå hallen i Stockholms stadshus. Andra världskriget medförde en del förseningar på byggarbetsplatsen, men under november 1940 var överflyttningen från Thulegatan genomförd.
LM Erikssons fabriksbyggnad är ett typexempel för en taylorismisk planering, där arkitekten Wennerholm samarbetade med uppdragsgivarens överingenjör, både vad gällde programmet som planlösningar.  Beställaren LM Eriksson ställde höga krav på rationella flöden för råvaror, färdiga produkter och medarbetare. Resultatet blev en funktionalistisk formgiven industrikomplex med flera byggnader i ljusputsade fasader. Svenska Dagbladet hyllade fabriken och Social-Demokraten skrev den 5 februari 1943 bland annat "Arbetsplatser i folkhemmet - LM, ungdomens jättefabrik..." Facktidskriften Byggmästaren ägnade 1942 hela 80 sidor åt huvudfabriken, även i internationella arkitekturtidskrifter gavs anläggningen stort utrymme.
Den första etappen innehöll en låg, glastäckt verkstadsbyggnad samt högre volymer för tillverkning, laboratorier, kontor och lager. Iögonfallande är det utanpåliggande, glasade trapphuset av betong, innehållande en bred spiraltrappa. Invändigt dominerade enorma salar för kontor, verkstad och matsal samt separata matsalar för direktion och tjänstemän. Direktionsvåningen smyckades med intarsiaarbeten av Ewald Dahlskog. Området kring Telefonplan (kallat LM-staden) blev som ett litet brukssamhälle med bostäder, fabriker, butiker och sjukvård samt folkbildning i Midsommargården.
Efter andra världskriget tillkom en åttavåningsbyggnad innehållande laboratorier och det 70 meter höga tornet för kortvågsforskning, ritade av arkitekt C. Dahl Steffensen och konstruerad genomgående i armerad betong. På 1990-talet förändrades stora delar av produktionslokalerna till kontor efter ritningar av  Nyréns arkitektkontor.
Fabrikens olika byggnader enligt LM-beteckning, årtal för färdigställandet i parentes:
- Lågkroppen (1940)
- Högkroppen (1940)
- Kallförråd (1940)
- Virkeslager (1940)
- Lådspikeri (1940)
- Snickeri (1940)
- Panncentral (1940)
- T-huset, tornet (1948)
- D-huset, direktion (1958)
- K-huset, kontor (1962)
- Parkeringshus (1971)
- I-huset, intresse (1971)
- L-huset, laboratorier (1972)
- Godsterminal (1991)

## Historiska interiörbilder

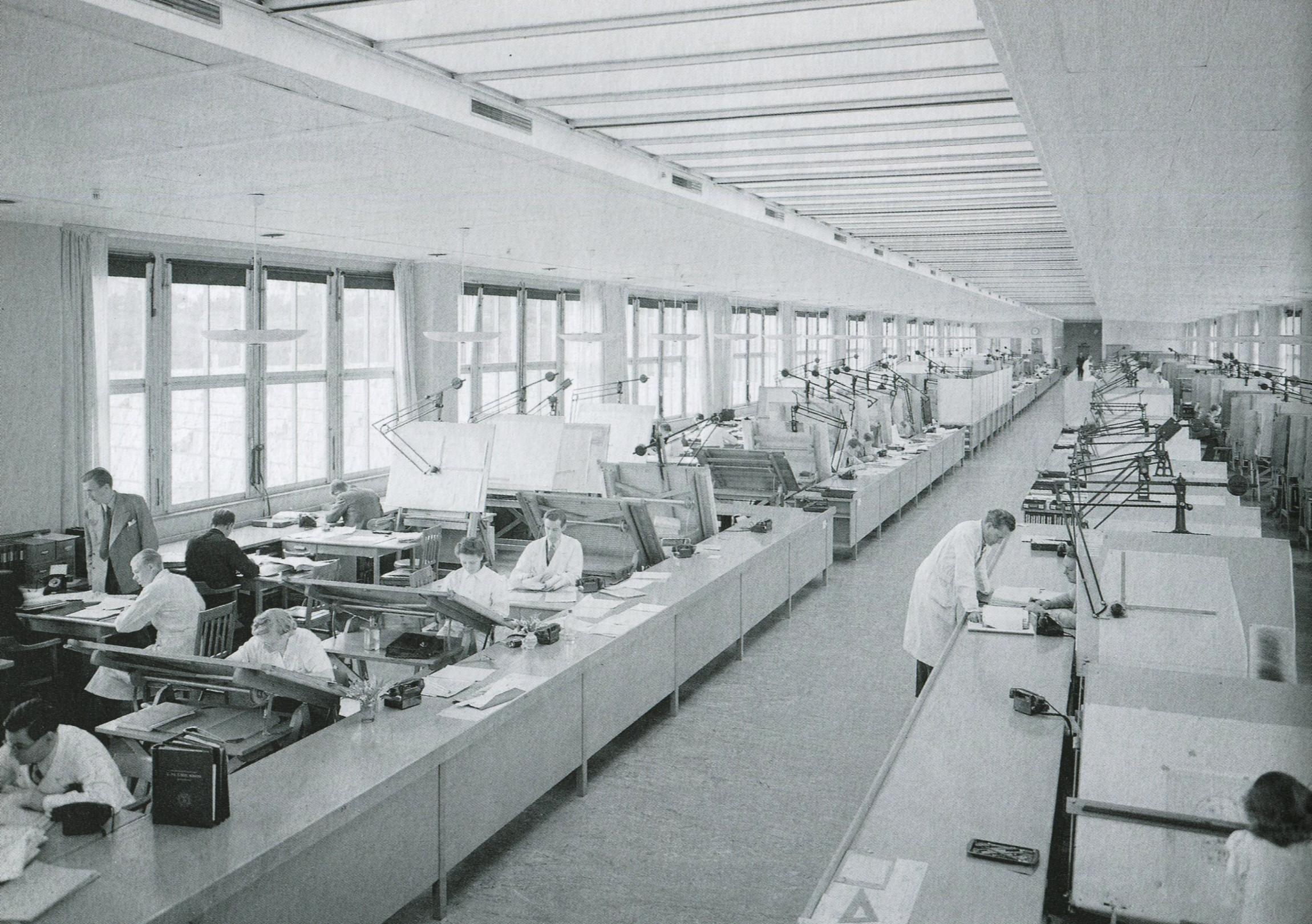
Ritsalen, 1940-tal
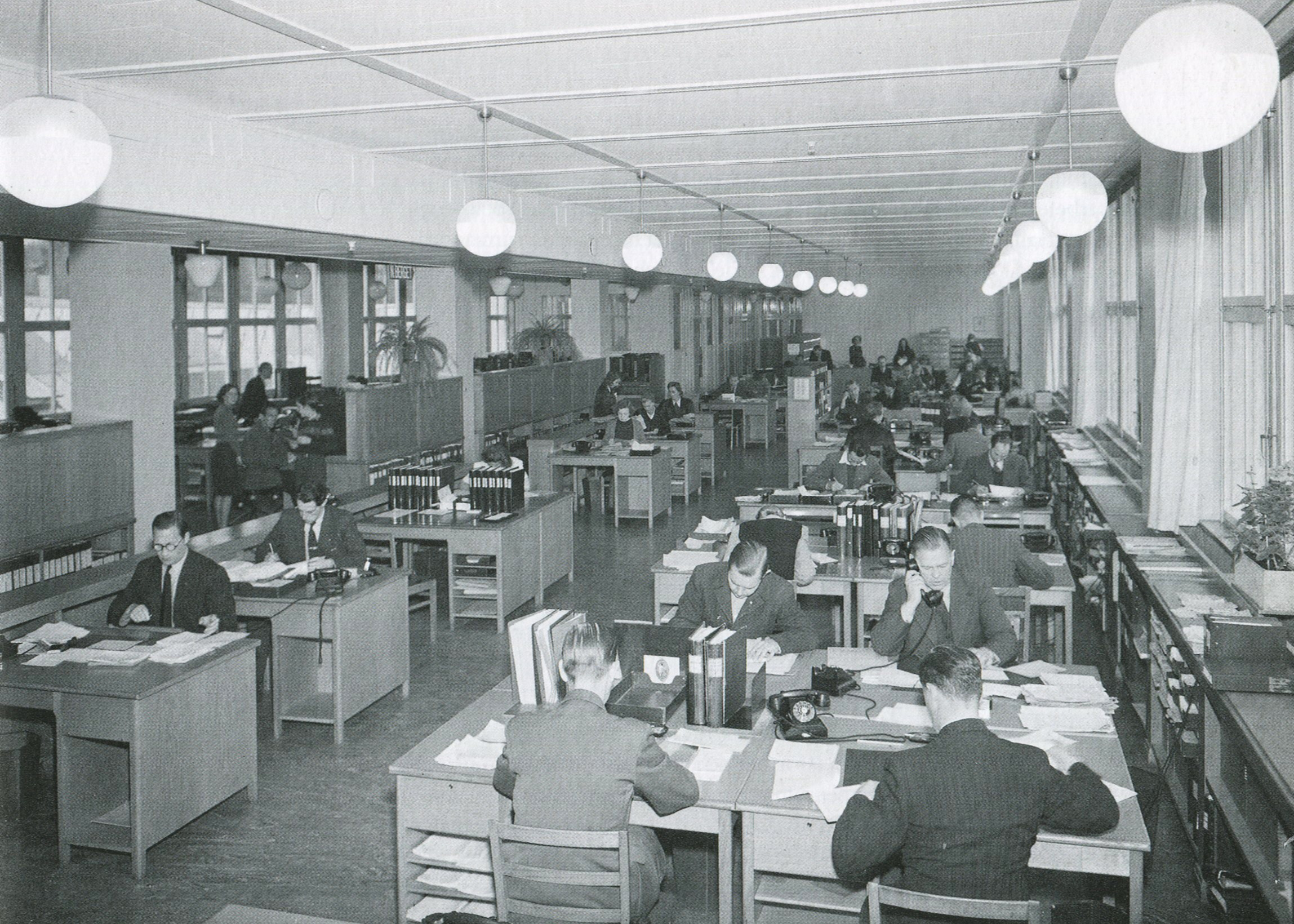
Verkstadskontoret, 1944
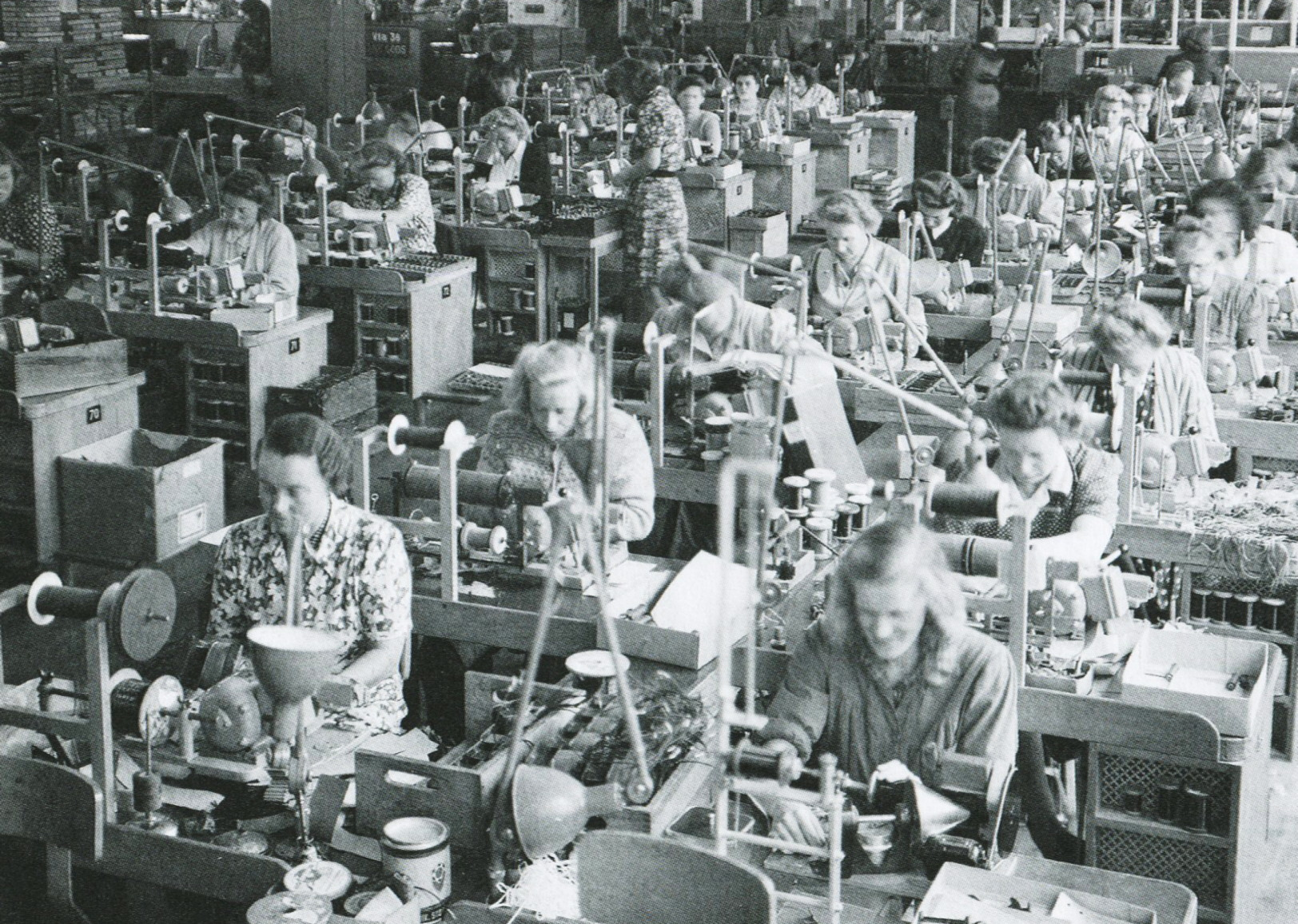
Lindning av spolar, 1945
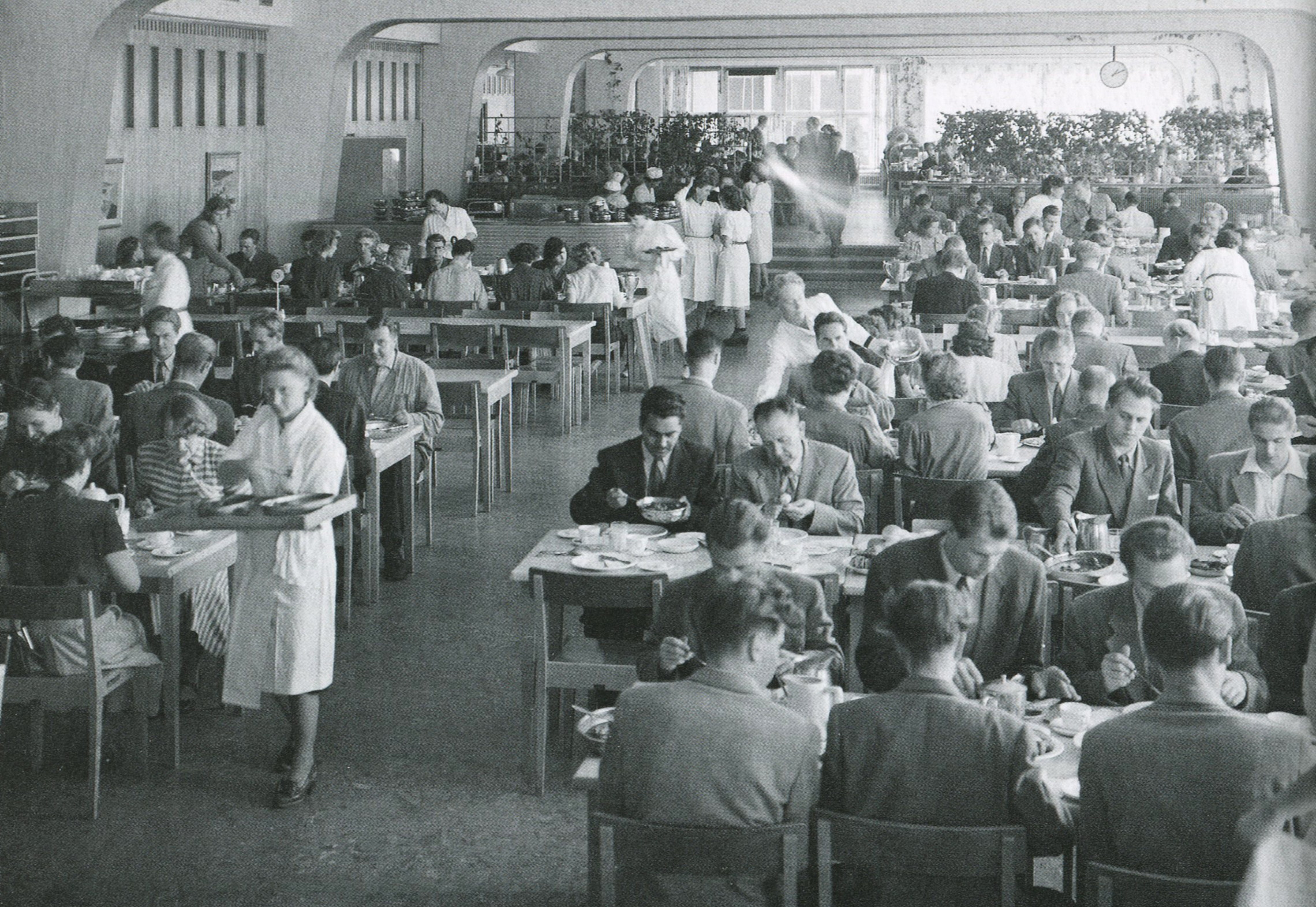
Matsal för tjänstemän, 1951

## Nutida interiörbilder

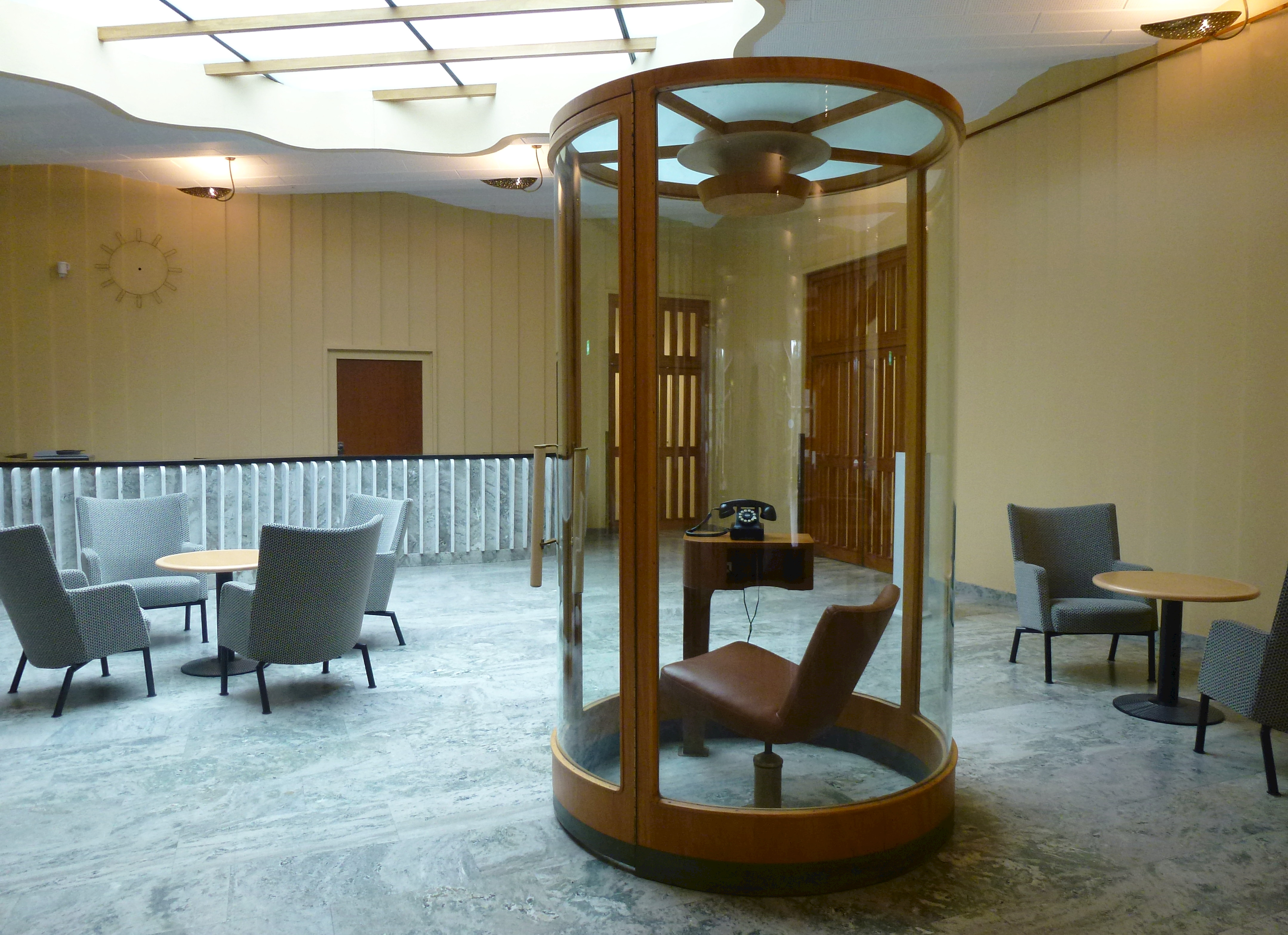
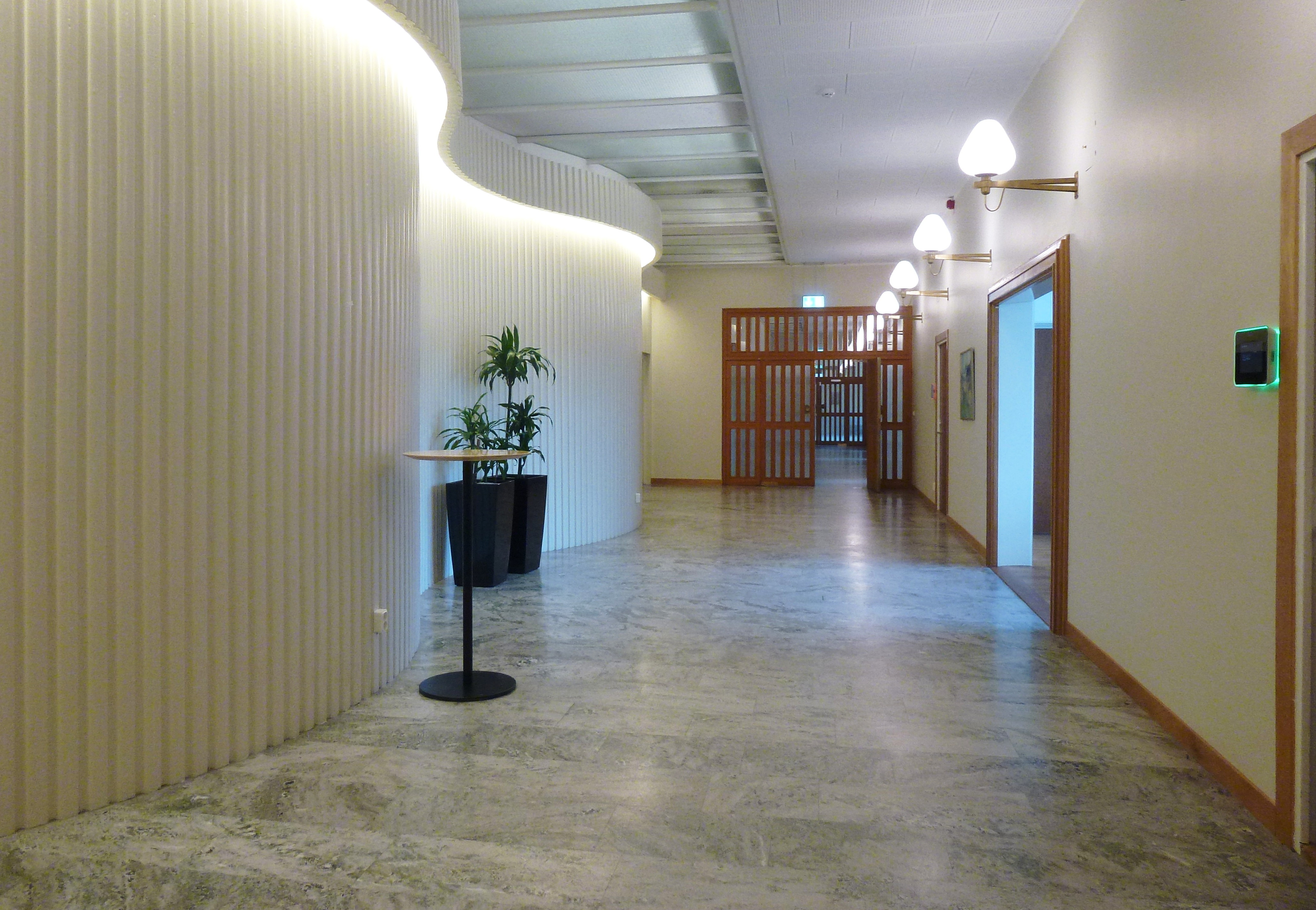
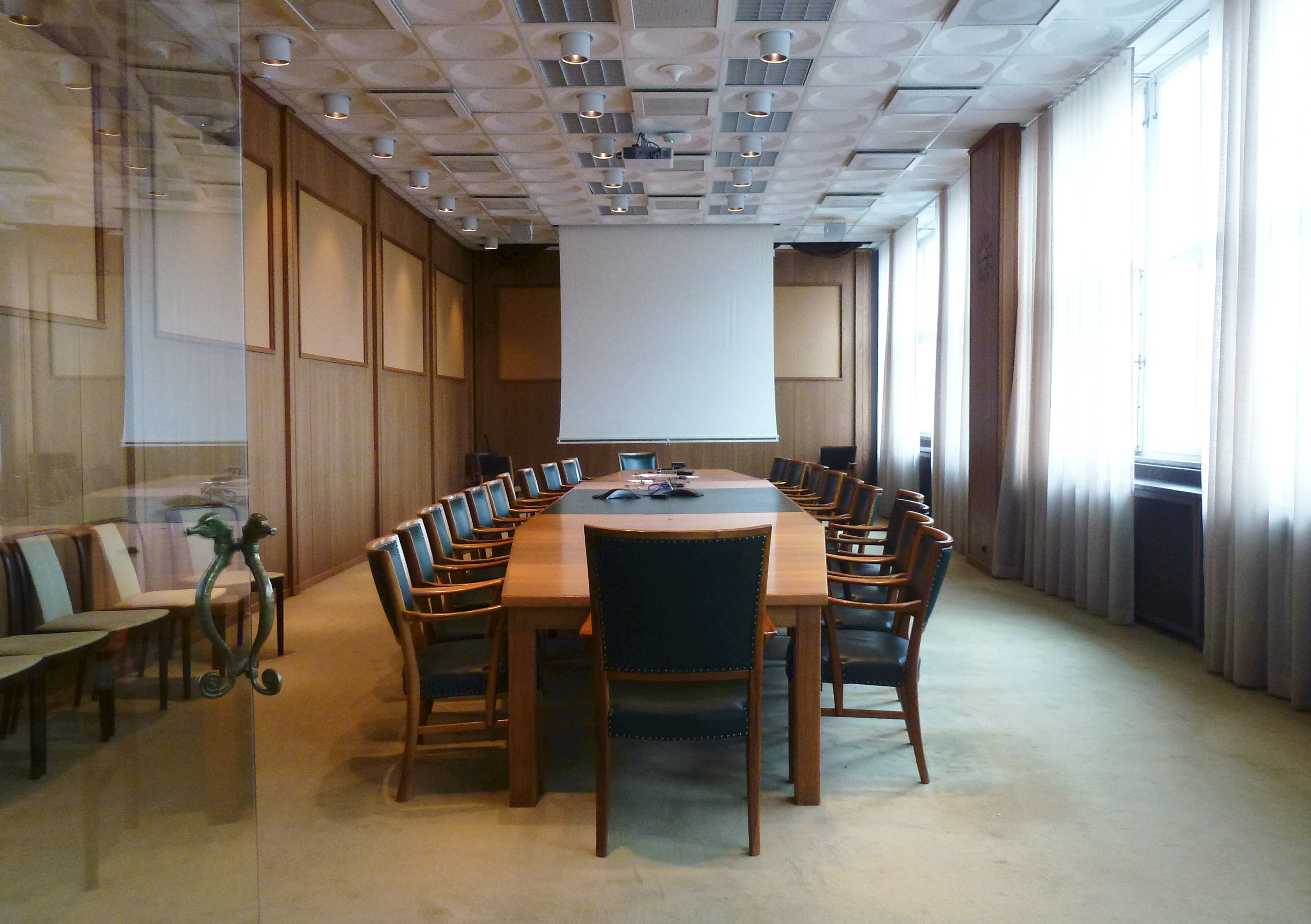
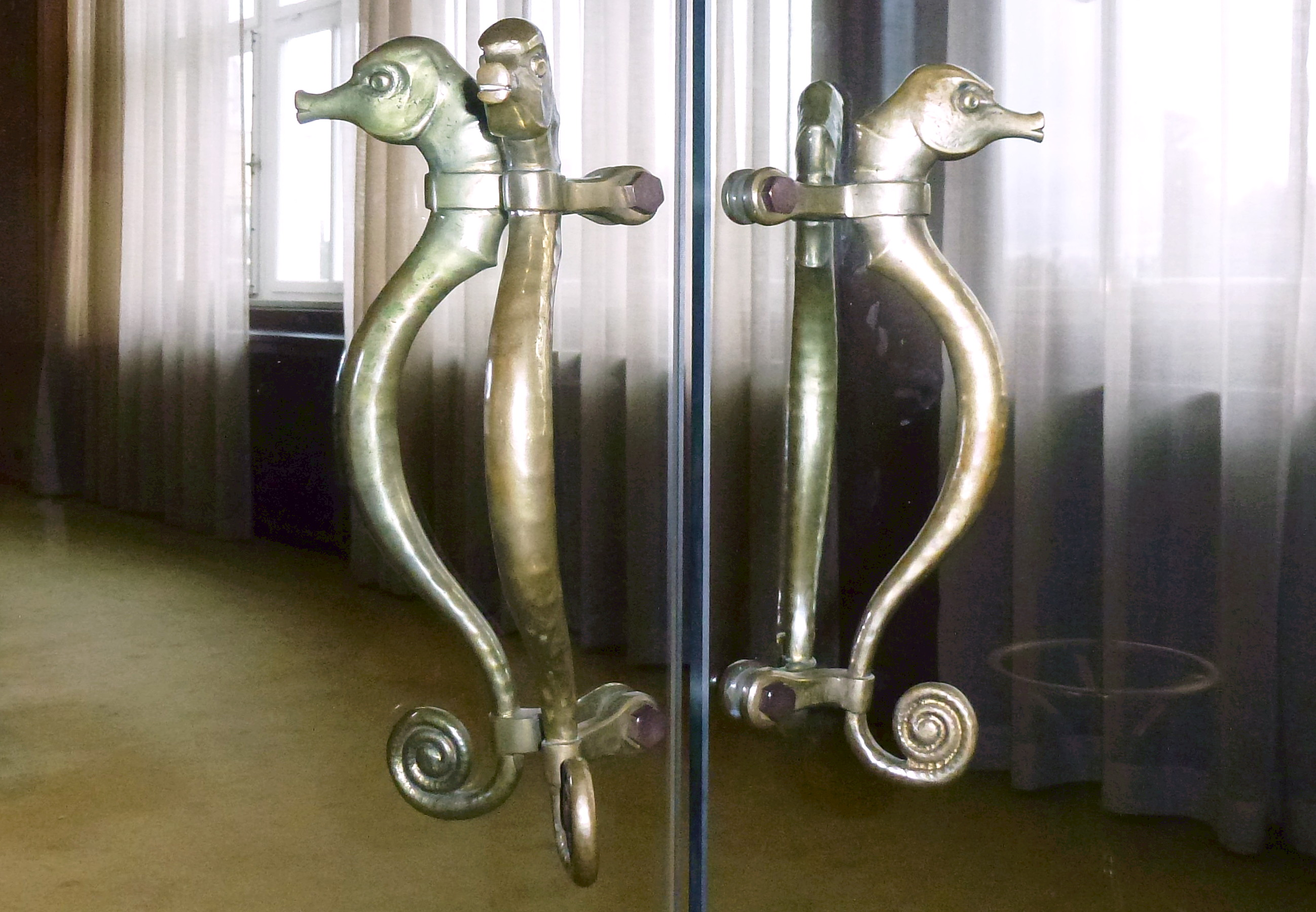

### Noter

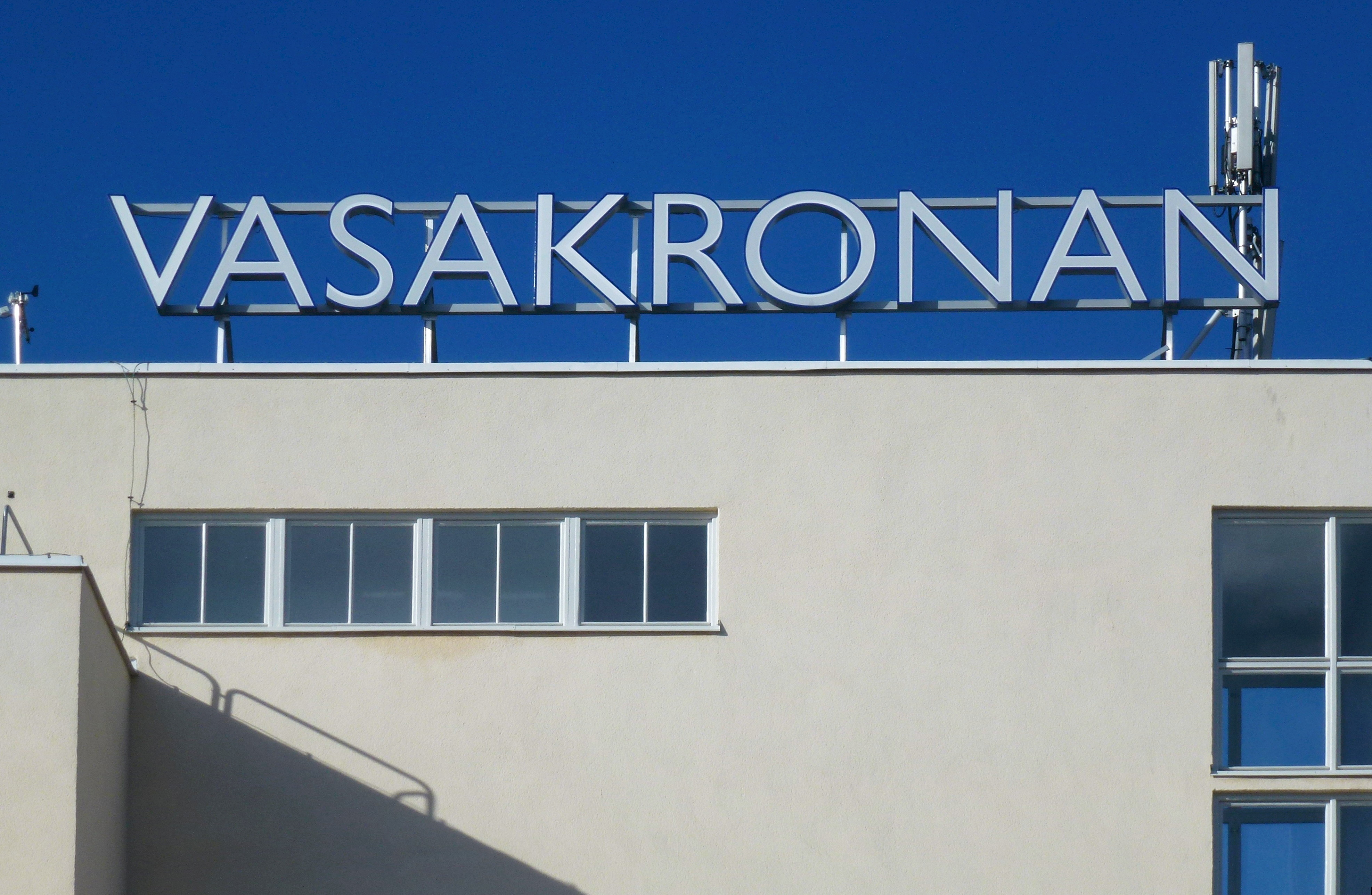
Vasakronans skylt på byggnaden, 2014.

## Nutida exteriörbilder

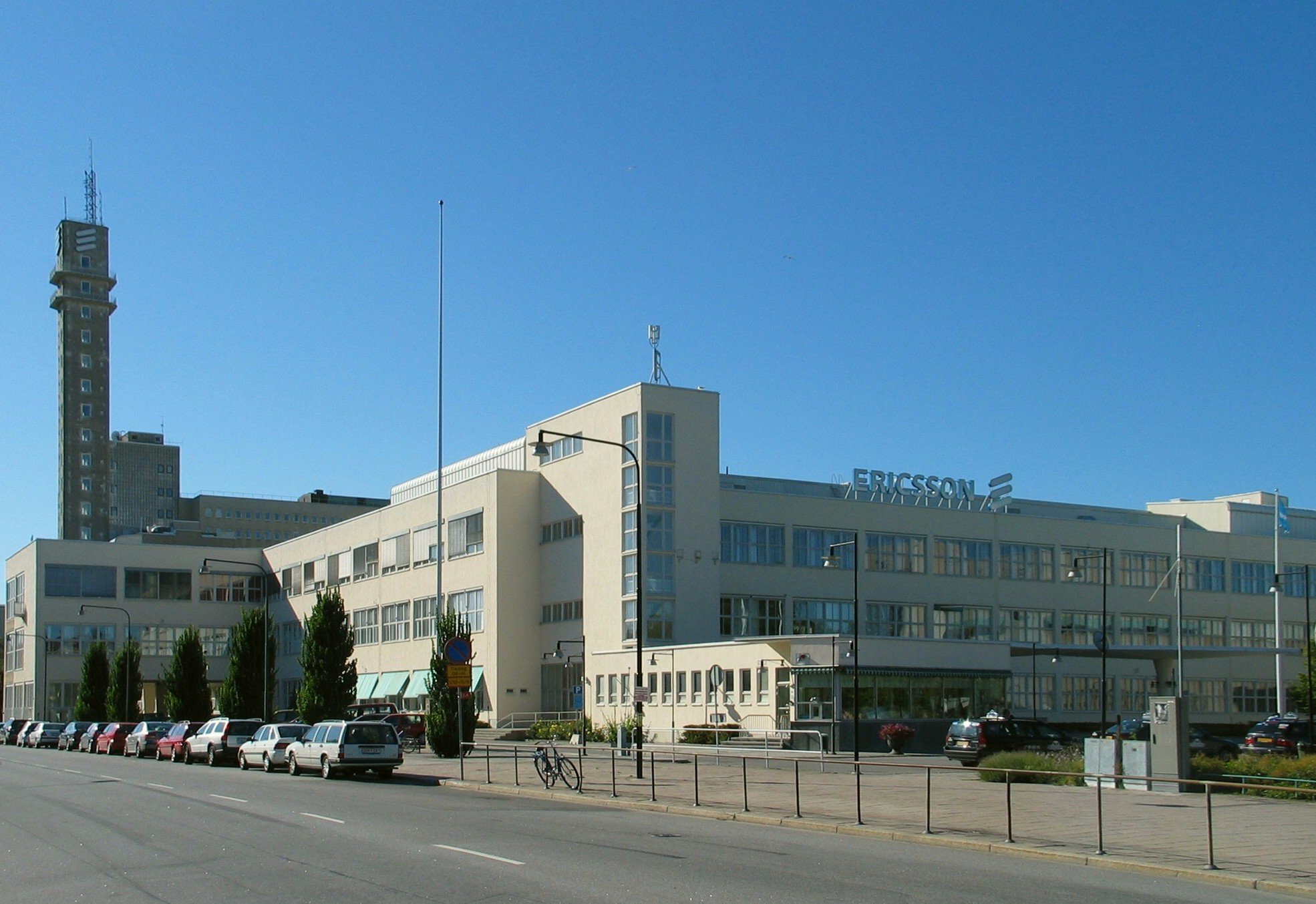
2005
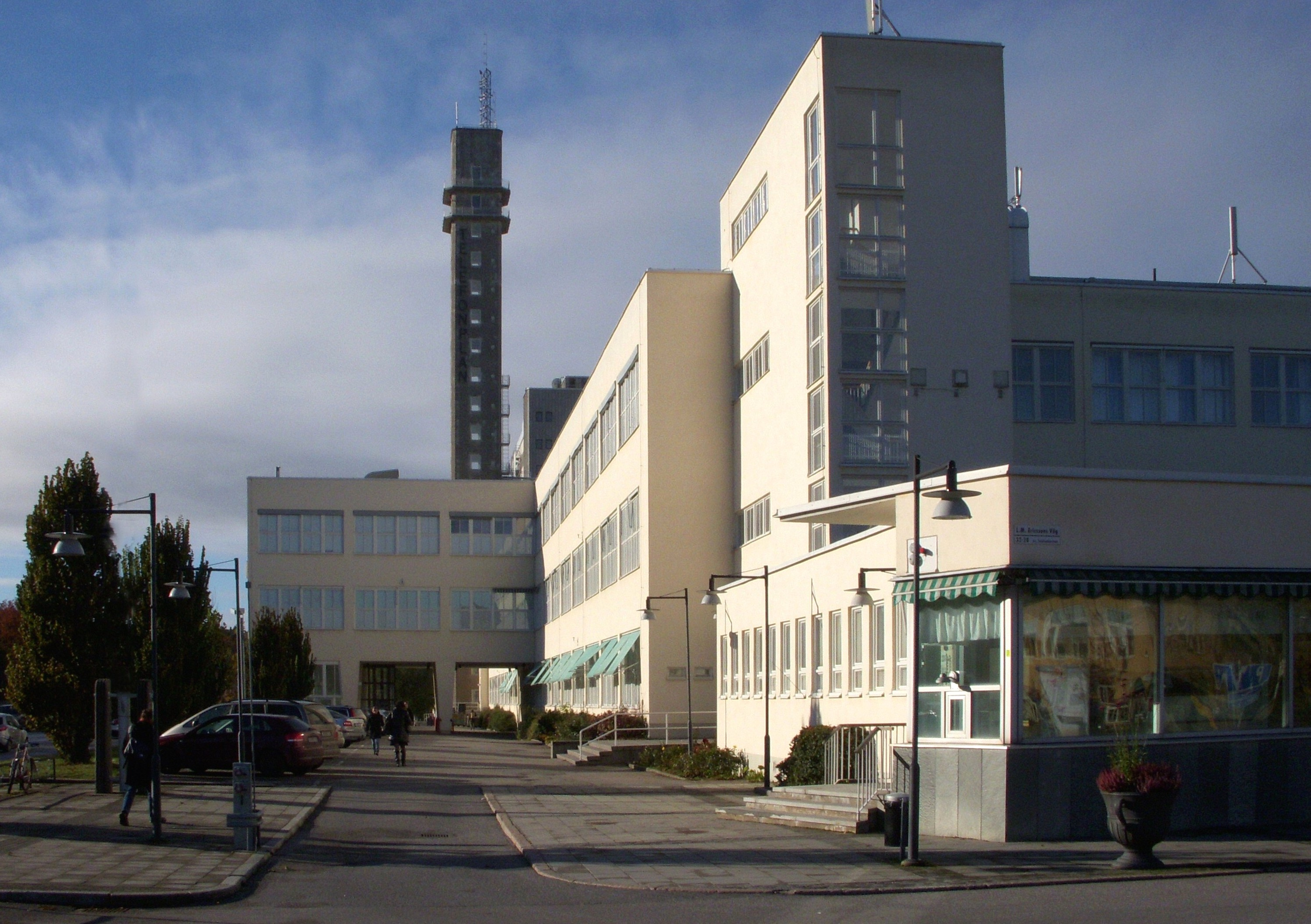
2010
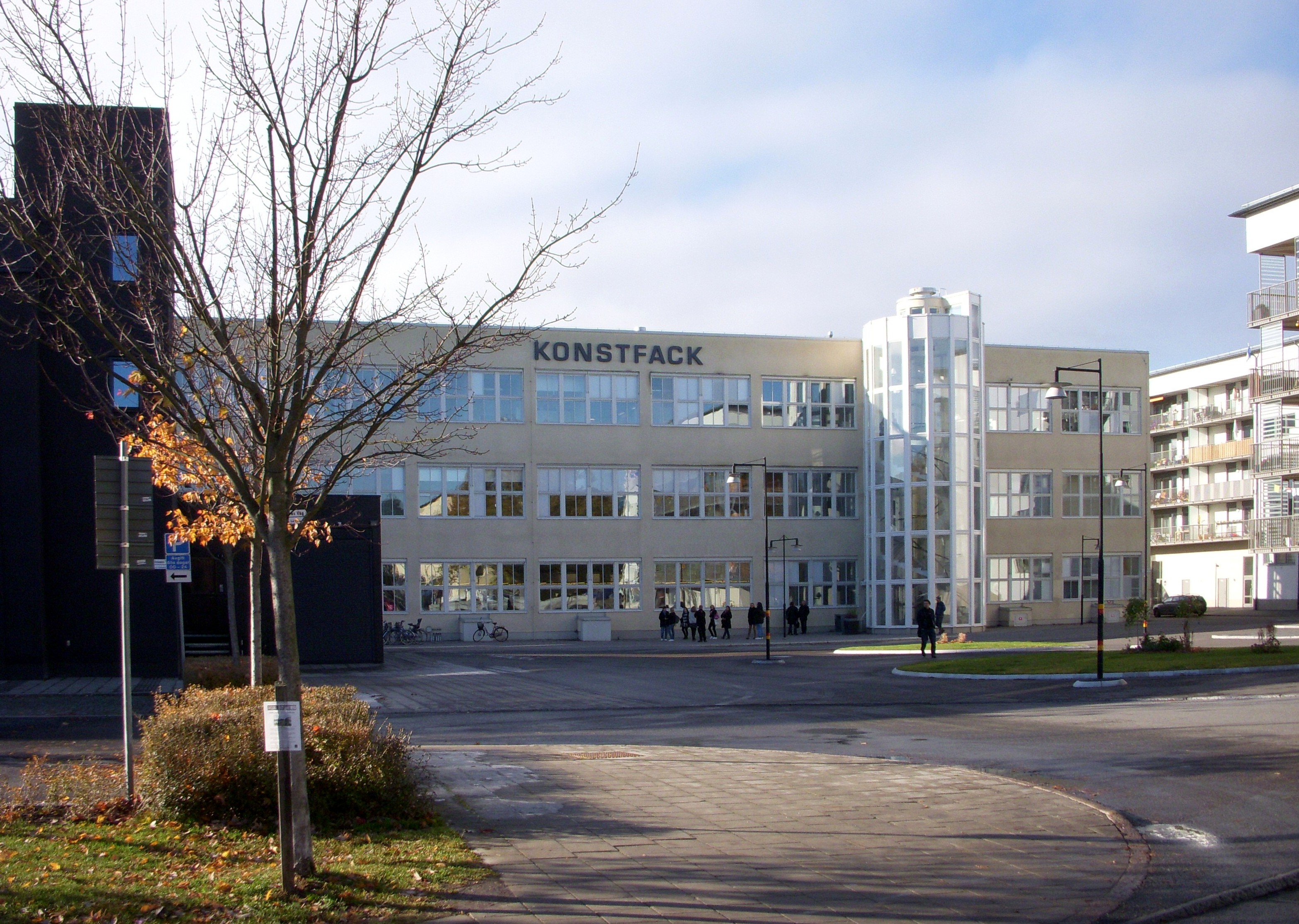
2010
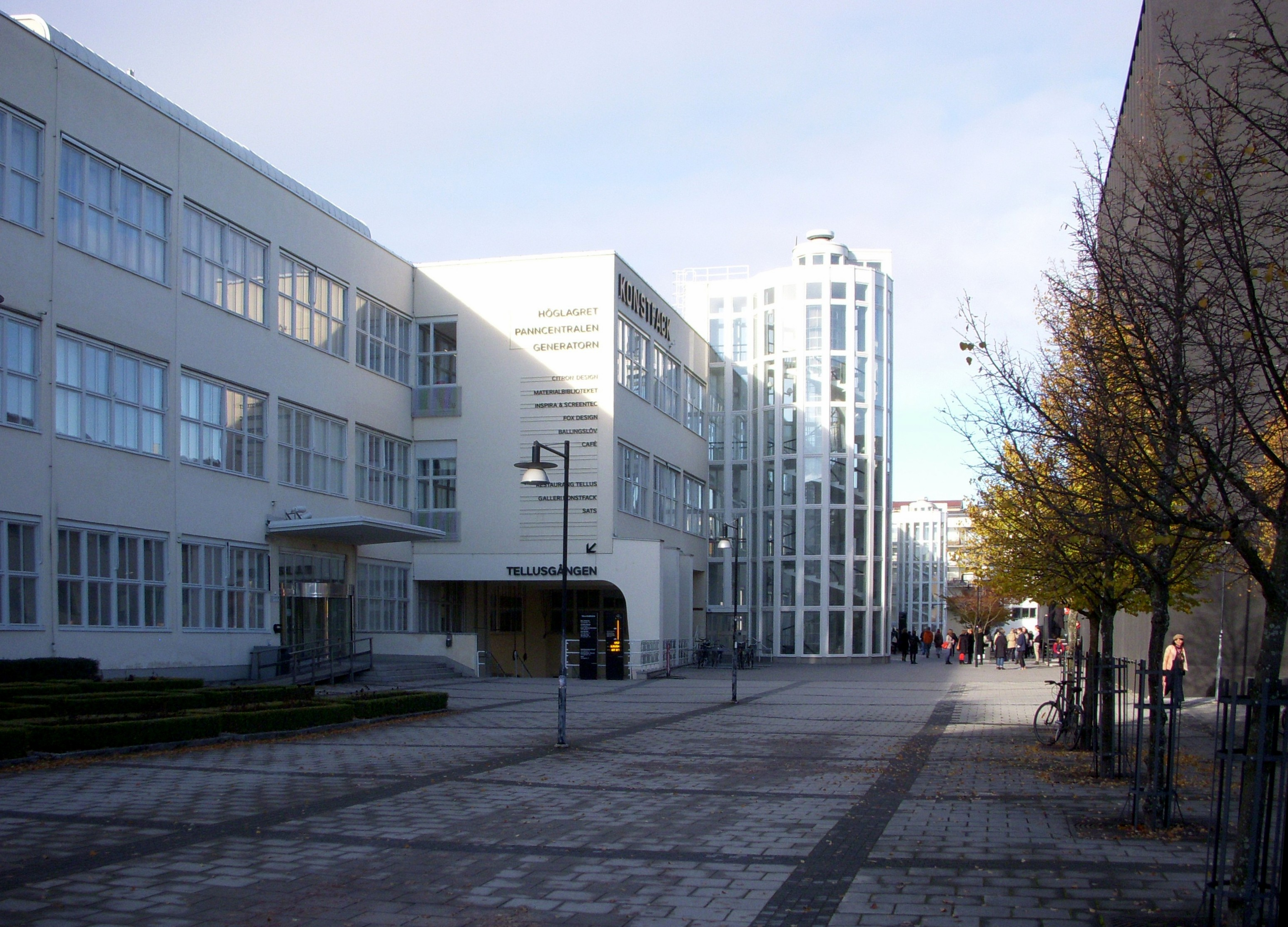
2010